# Liste der Kreisstraßen im Landkreis Heidekreis

Wappen des Landkreises Heidekreis

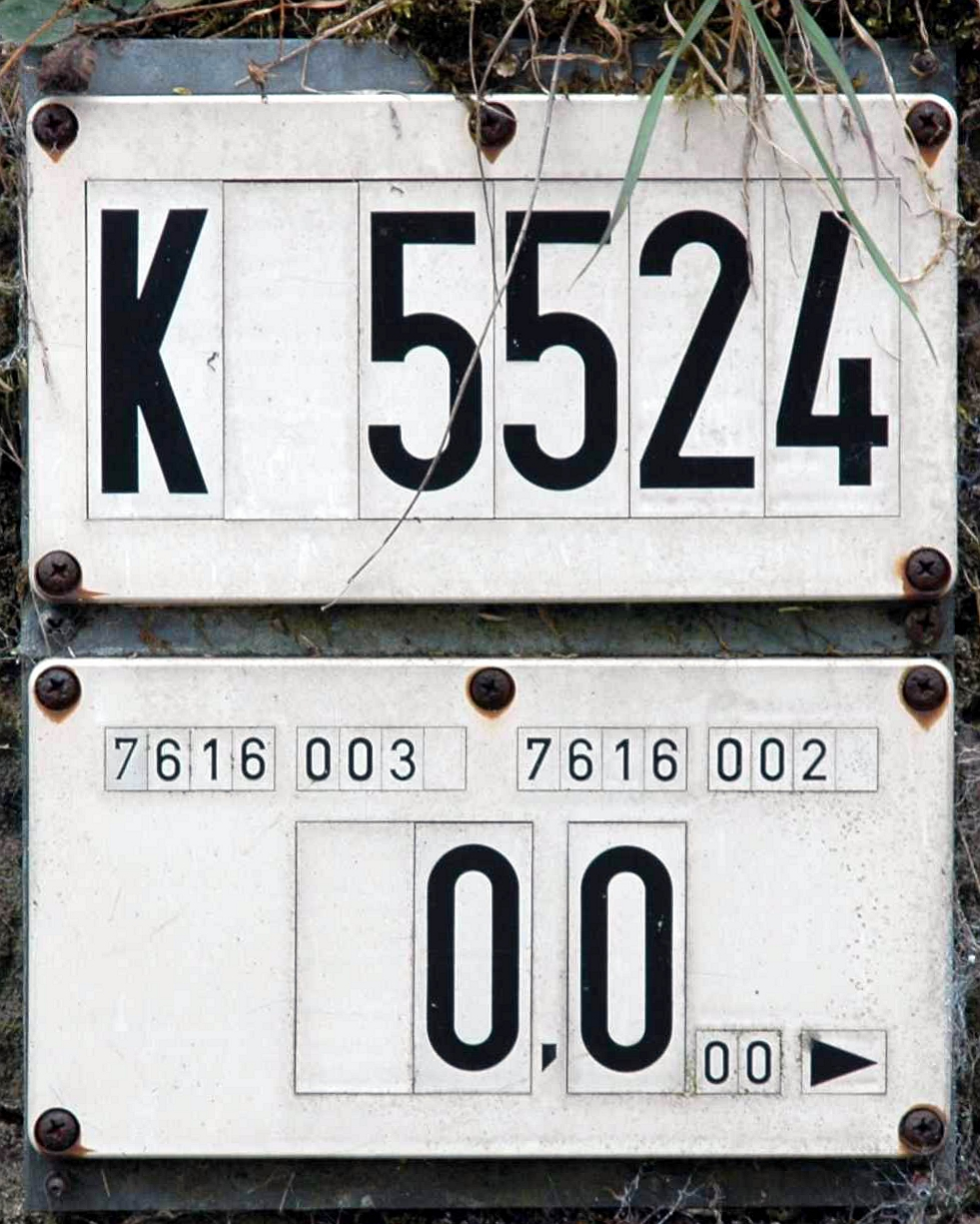
Stationszeichen

Die Liste der Kreisstraßen im Landkreis Heidekreis führt alle Kreisstraßen im niedersächsischen Heidekreis auf. In den gemeindefreien Gebieten gibt es keine Kreisstraßen.

## Abkürzungen
- K: Kreisstraße
- L: Landesstraße

## Hinweise
Nicht vorhandene bzw. nicht nachgewiesene Kreisstraßen werden in Kursivdruck gekennzeichnet, ebenso Straßen und Straßenabschnitte, die unabhängig vom Grund (Herabstufung zu einer Gemeindestraße oder Höherstufung) keine Kreisstraßen mehr sind. 
Der Straßenverlauf wird in der Regel von Nord nach Süd und von West nach Ost angegeben. 

## Nummernvergabe
Die Straßen mit ein- und zweistelligen Nummern befinden sich im Nordkreis, dem ehemaligen Landkreis Soltau; die Kreisstraßen mit dreistelligen Nummern liegen im Südkreis, dem ehemaligen Landkreis Fallingbostel.

## Liste
| Nr.   | Verlauf |
| ----- | --- |
| K 1   | L 170 in Heber – Hillern – Huckenrieth – K 9 – K 24 – Ahlften – /L 163 in Soltau |
| K 2   | L 211 in Bispingen – K 39 – Timmerloh – Harmelingen – Hambostel – K 3 – Heidenhof – Hopenhof – Grüne Aue – K 9 – in Soltau                                                                         |
| K 3   | – Grasengrund – Deimern – K 2 |
| K 4   | L 211 in Bispingen – Hützel – K 5 – K 6 – Steinbeck an der Luhe – K 50 – Grevenhof – K 39 – Kreisgrenze – (K 44 im Landkreis Lüneburg)                                                             |
| K 5   | L 212 in Borstel in der Kuhle – Hützel – K 4 – K 39 – |
| K 6   | (K 51 im Landkreis Harburg) – Kreisgrenze – K 50 – Adolfshausen – K 4 in Hützel |
| K 8   | – Hötzingen – Emmingen – K 42 – K 36 |
| K 9   | K 1/K 24 – Heide Park Soltau – K 2 – Oeningen – in Harber |
| K 10  | in Harber – Designer Outlet Soltau – K 42 – Moide – Suroide – K 36 – Hexenreihe – Meinholz – K 38 – K 41 – K 12 in Wietzendorf                                                                     |
| K 11  | K 12 in Wietzendorf – Reddingen – K 38 – Halmern – Reiningen – Reininger Moosgraben (Panzerstraße)                                                                                                 |
| K 12  | in Langemannshof – Wietzendorf – K 10 – K 11 – Marbostel – K 45 – Kreisgrenze – (K 12 im Landkreis Celle)                                                                                          |
| K 13  | K 48 – Dannhorn – Meßhausen – Marbostel |
| K 14  | L 163 in Willingen – Lütjeholz – K 15 – Meinern – K 141 |
| K 15  | Großeholz – K 14 |
| K 16  | K 17 – Frielingen – Leitzingen – L 163 in Soltau |
| K 17  | L 171 in Neuenkirchen – Siedlung Frielingen – Bahnhof Frielingen – K 16 – K 52 – K 139 |
| K 18  | L 171 in Neuenkirchen – Holtmannshof – Behningen |
| K 20  | K 21 in Schwalingen – L 171 in Delmsen |
| K 21  | K 22 in Tewel – – Siek – Schwalingen – K 20 – K 23 – Schülernbrockhof – L 171 in Schülern |
| K 22  | L 170 in Grauen – K 21 – in Tewel |
| K 23  | K 21 – Sprengel – L 171 – Ilhorn – K 26 – Gilmerdingen – K 40 – |
| K 24  | L 171 in Schülern – Vorwerk – K 26 – Reimerdingen – K 33 – K 40 – Wolterdingen – Siedlung Wolterdingen – K 1/K 9                                                                                   |
| K 26  | L 171 in Delmsen – Ilhorn – K 23 – Vahlzen – K 24 – Langeloh – Hemsen – K 33 – Freyersen – L 170 in Heber                                                                                          |
| K 29  | K 30 in Großenwede – Schultenwede – K 37 – L 170 in Lünzen |
| K 30  | (K 212 im Landkreis Rotenburg (Wümme)) – Kreisgrenze – Großenwede – K 29 – L 170 in Zahrensen |
| K 31  | (K 23 im Landkreis Harburg) – Kreisgrenze – Horst – Wesseloh – K 32 – Eggersmühlen – Kreisgrenze – (K 213 im Landkreis Rotenburg (Wümme)) – Kreisgrenze – Insel – L 170 in Schneverdingen          |
| K 32  | K 31 in Wesseloh – Geversdorf – L 171 |
| K 33  | L 170 in Zahrensen – L 171 – Gallhorn – Dannhorst – Hemsen – K 26 – Gröps – K 24 |
| K 34  | Wilsede – Sellhorn – Volkwardingen – L 212 – K 51 – L 170/L 211 in Behringen |
| K 35  | / – K 2 in Bispingen |
| K 36  | /L 171 in Hermannseck – Willenbockel – K 42 – K 8 – K 10 in Suroide |
| K 37  | (K 236 im Landkreis Rotenburg (Wümme)) – Kreisgrenze – K 29 in Lünzen |
| K 38  | K 10/K 41 – Reddingen – K 11 – K 45 |
| K 39  | / – K 2 – L 211 – K 5 – K 4 |
| K 40  | L 171 in Delmsen – Gilmerdingen – K 23 – Wieheholz – K 24 |
| K 41  | – K 10/K 38 |
| K 42  | K 10 in Moide – K 8 – K 36 in Willenbockel |
| K 43  | (K 246 im Landkreis Rotenburg (Wümme)) – Kreisgrenze – in Brochdorf |
| K 44  | Tütsberg – /L 170 |
| K 45  | K 12 – K 38 – Kreisgrenze – (K 13 im Landkreis Celle) |
| K 46  | K 11 in Reiningen – Kreisgrenze – (Landkreis Celle) |
| K 48  | L 163 in Alm – K 13 – Tetendorf – Bassel – / |
| K 49  | – in Ilster |
| K 50  | K 6 – Haus Druhwald – K 4 in Steinbeck an der Luhe |
| K 51  | L 170 – L 211 – K 34 |
| K 52  | K 17 – Woltem – K 142 |
| K 53  | L 171 in Schneverdingen – |
| K 102 | in Buchholz (Aller) – L 190 |
| K 104 | (K 305 in der Region Hannover) – Kreisgrenze – Bahnhof Hope – Hope – K 159 – K 154 in Lindwedel |
| K 105 | in Schwarmstedt – L 190 in Essel |
| K 106 | L 191 in Gilten – K 159 – Bothmer – in Schwarmstedt |
| K 107 | (K 60 im Landkreis Nienburg/Weser) – Kreisgrenze – ohne Abzweig einer klassifizierten Straße – Kreisgrenze – (K 60 im Landkreis Nienburg/Weser) – Kreisgrenze – Hufe – Nienhagen – L 191 in Gilten |
| K 109 | Bosse – L 157 in Neu Bosse |
| K 110 | Frankenfeld – L 157 |
| K 111 | Wohlendorf – K 112 |
| K 112 | (K 14 im Landkreis Verden) – Kreisgrenze – Altenteich – K 111 – L 200 |
| K 113 | – Kirchwahlingen – L 159 in Altenwahlingen |
| K 114 | in Kirchboitzen – K 115 – Klein Eilstorf – K 118 – L 159 in Böhme |
| K 115 | K 114 in Kirchboitzen – K 118 in Altenboitzen |
| K 116 | – K 118 in Altenboitzen |
| K 117 | – Hollige |
| K 118 | K 114 – Altenboitzen – K 115 – K 116 – Hollige – Benzen – L 190 in Walsrode |
| K 119 | in Honerdingen – Walsrode – K 148 – L 190 |
| K 120 | K 124 in Idsingen – Gäkenhof – Fulde – K 121 – in Walsrode |
| K 121 | K 120 in Fulde – Schneeheide – |
| K 122 | Schneeheide – |
| K 123 | Vethem – L 160 |
| K 124 | (K 207 im Landkreis Rotenburg (Wümme)) – Kreisgrenze – K 127 – Stellichte – K 128 – Sieverdingen – Idsingen – K 120 – K 126 – Hamwiede – K 125 – Nordkampen – K 155 – L 160                        |
| K 125 | (K 30 im Landkreis Verden) – Kreisgrenze – K 124 in Hamwiede |
| K 126 | (K 22 im Landkreis Verden) – Kreisgrenze – K 124 in Idsingen |
| K 127 | (K 244 im Landkreis Rotenburg (Wümme)) – Kreisgrenze – K 124 |
| K 128 | K 124 in Stellichte – L 161 in Ebbingen |
| K 129 | – Ahrsen – Jarlingen – Cordingen – K 131 – K 130 – K 134 – Weltvogelpark Walsrode – L 161 |
| K 130 | L 161 – Hünzingen – K 129 |
| K 131 | L 161 in Ebbingen – Hünzingen Nord – Kolonie Hünzingen – K 129 – Benefeld – K 135 – Westerharl – K 158 – Hasberg – in Kroge                                                                        |
| K 134 | K 129 – Borg – K 135 in Uetzingen |
| K 135 | K 131 in Benefeld – Bomlitz – K 158 – K 156 – Uetzingen – K 136 – K 134 – in Honerdingen |
| K 136 | K 135 in Uetzingen – Elferdingen – K 157 in Bad Fallingbostel |
| K 139 | K 17 – Beck – Bommelsen – |
| K 141 | in Kroge – Riepe – K 142 – Avenriep – K 14 |
| K 142 | K 52 – Amtsfelde – Riepe – K 141 – L 163 in Dorfmark |
| K 143 | L 163 – Jettebruch – Bömme |
| K 146 | K 148 in Düshorn – Krelingen – L 191 |
| K 147 | – Westenholz |
| K 148 | K 119 – Düshorn – L 163 – K 146 – Bockhorn |
| K 149 | Mirika – Kröpke – L 190 |
| K 153 | K 106 – in Norddrebber |
| K 154 | L 190 – K 104 in Lindwedel |
| K 155 | K 124 in Nordkampen – L 160 in Südkampen |
| K 156 | K 135 in Bomlitz – K 164 |
| K 157 | – Bad Fallingbostel – K 136 – L 163 |
| K 158 | K 131 in Westerharl – K 135 in Bomlitz |
| K 159 | (K 312 in der Region Hannover) – Kreisgrenze – K 104 in Hope |
| K 160 | L 193 in Schwarmstedt – Auf der Heide – L 190 |
| K 164 | in Kroge – K 156 – L 163 in Bad Fallingbostel |